# Grand Quai du Port de Montréal
Le Grand Quai du Port de Montréal  (anciennement le quai Alexandra) est un terminal maritime de passagers situé dans le Vieux-Port de Montréal. La jetée est entièrement rénovée en 2018 pour créer le nouveau terminal avec une tour d'observation ajoutée en 2021.

## Histoire

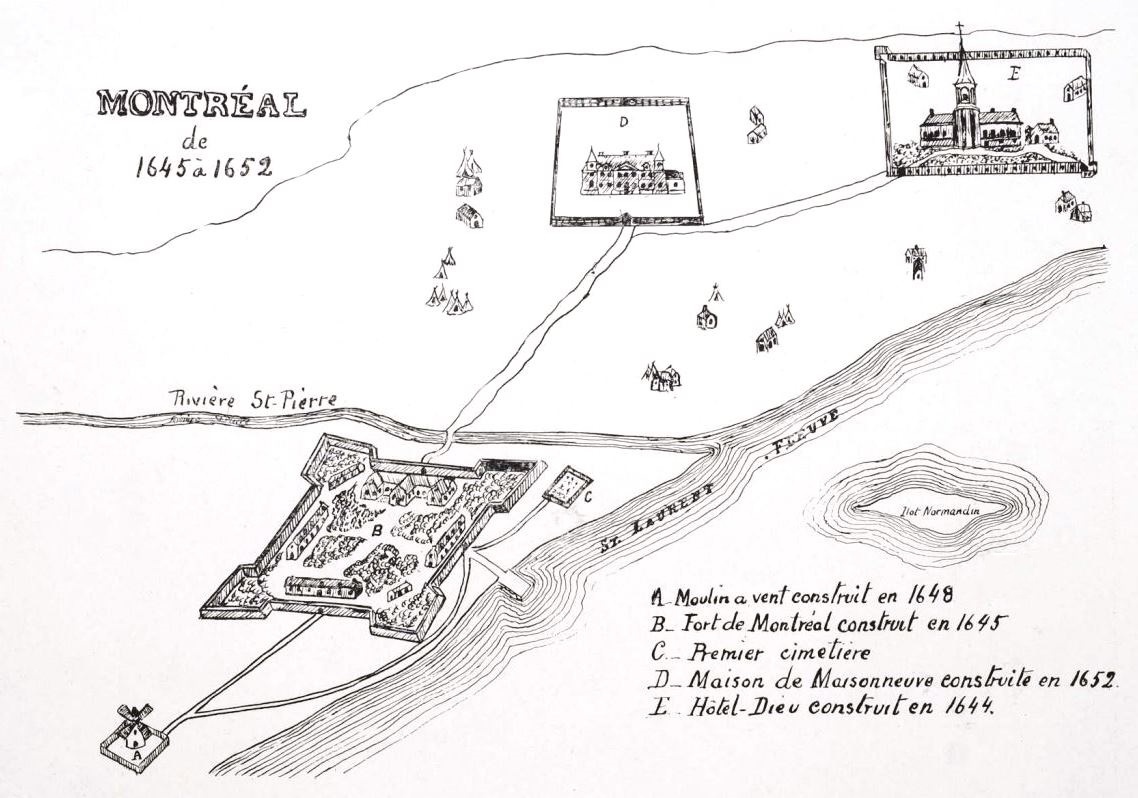
L'îlot Normandin

Le quai Alexandra commence à être construit en 1899, sur une jetée entre le bord de la rivière et l'ancien îlot Normandin. 
Il est le second des quatre grands quais à haut niveau à être construit et les travaux se sont terminés en 1901. Mesurant 91 mètres de largeur, le quai avait à l'origine 305 mètres de longueur. 
le quai Alexandra devient l'un des centres d'exportation de céréales les plus fréquentés au monde. Les quatre grands hangars de stockage sont ensuite transformés en un terminal maritime pour les navires de croisière, avec la jetée convertie pour le stationnement des voitures. 
En 2013, la firme d'architecture montréalaise Provencher Roy (en) remporte un concours de conception du port de Montréal qui vise à moderniser les installations du terminal.
Le 4 mai 2024, le MS Volendam est le premier navire de la saison au quai.

## Tour
Une tour de 65 mètres comporte une cage de verre qui permet une vue panoramique à 360 degrés,. 
La tour est ouverte au public le 27 mai 2023. Initialement prévu pour achèvement en 2021, le projet est retardé en raison de la pandémie de COVID-19 ainsi que d'autres facteurs. 
La tour est la dernière phase de la revitalisation de la jetée, qui est géré par la Société immobilière du Canada (en).
Depuis mai 2023, une webcam panoramique permet d'observer la Skyline de la ville en direct depuis la sommet de la Tour du Port. 

## Promenade d'Iberville

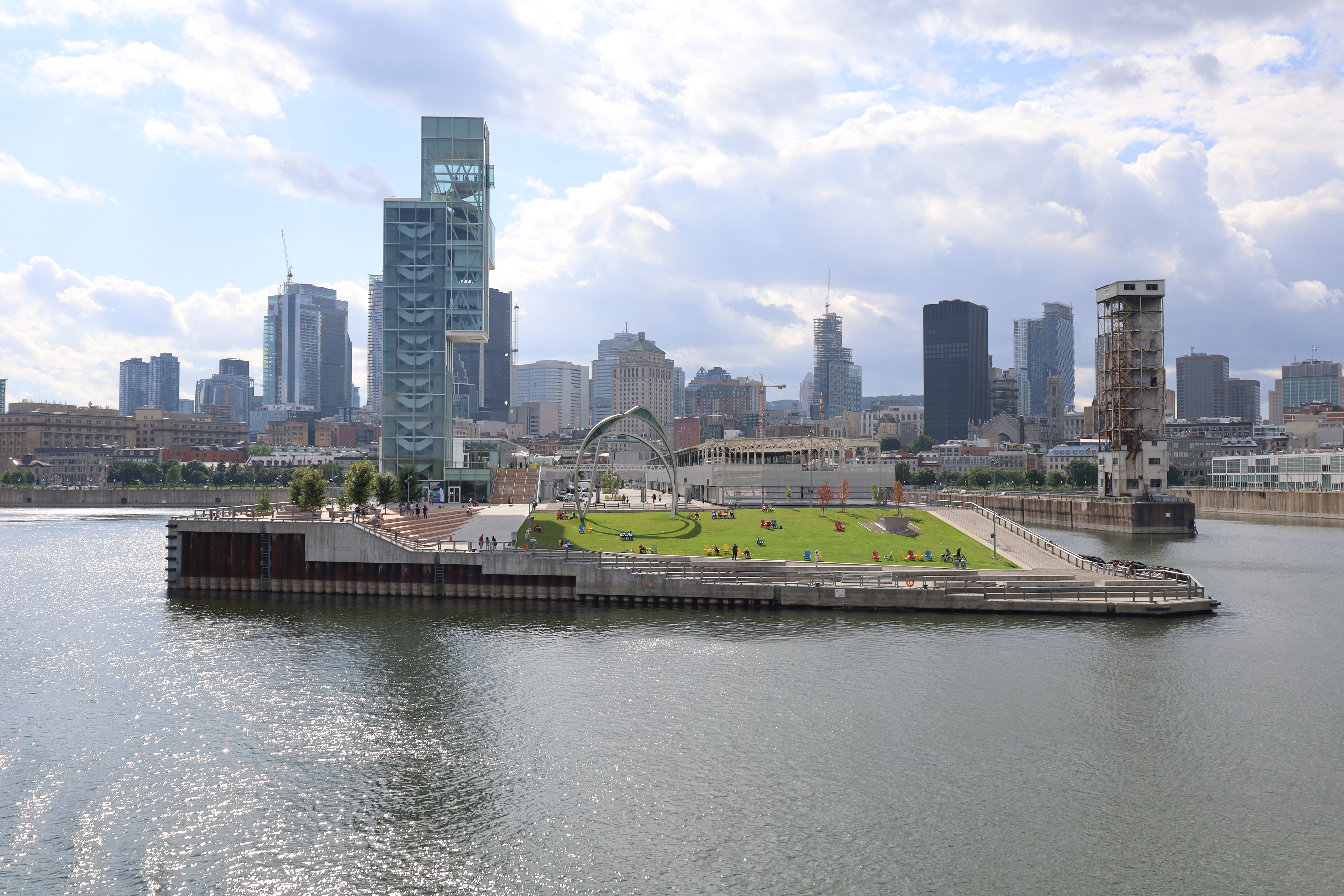
Vu de l'eau en 2023

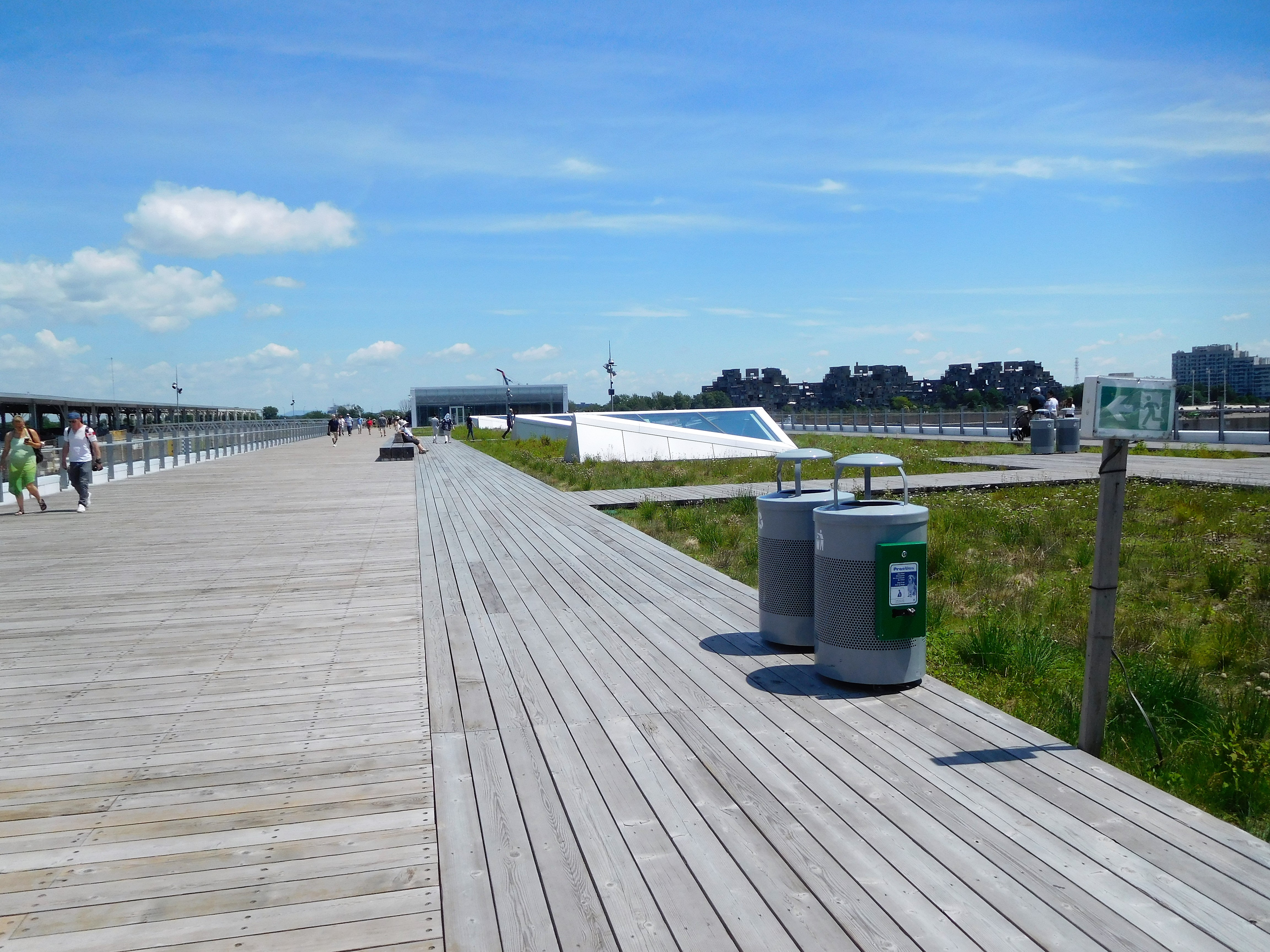
La promenade et le toit vert du quai avec Habitat 67 et Tropiques Nord en arrière-plan

La Promenade d'Iberville est un toit vert occupant une surface végétalisée de 2200 mètres carrés, avec une promenade en planches de 180 mètres de long. Quelque 22 000 semis sont plantées à l'origine, y compris la verge d'or, les asters, la ciboulette et l'origan, et certaines variétés devraient disparaître à cause du vent et des oiseaux.